# Mino Trafeli
Mino Trafeli (Volterra, 29 dicembre 1922 – Volterra, 9 agosto 2018) è stato uno scultore e partigiano italiano.

## Biografia
Mino Trafeli nasce a Volterra il 29 dicembre 1922, figlio di Febo e Arina Trafeli. La famiglia, socialmente, appartiene a quella classe che potremmo definire di aristocrazia proletaria: il padre è, infatti, alabastraio/scultore ed è infatti nella sua bottega che l'artista prende confidenza con le tecniche e con l'uso dell'alabastro. Fondamentale per la sua istruzione è l'istituto d'arte a Firenze, sezione Magistero, non solo perché qui incontra notevoli docenti (Parronchi, una delle personalità più interessanti del panorama letterario italiano, è il suo professore di letteratura italiana), ma perché entra in contatto con una città vivace e "mossa". Nel 1944, Trafeli, grazie ad un amico che lo aveva messo in contatto con il movimento clandestino, partecipa attivamente alla resistenza nella zona di Galluzzo, Firenze. Dopo la guerra, mantiene la sua adesione al Pd'A, per poi confluire, con la sinistra del suo partito, per breve tempo, nel PSI all'interno del quale mantiene una sua autonomia d’impronta libertaria, contribuendo (da militante politico di base, come lui ama dire) come consigliere comunale provinciale, a progetti fondamentali per la vita di Volterra. Durante la sua attività politica socialista (1956-1957) accetta di essere illustratore con vignette satiriche dell'antico giornale socialista fiorentino "La Difesa" allora guidato da Lelio Lagorio futuro ministro della Repubblica.
La scelta di vivere nella sua città natale non gli impedisce contatti con i centri più significativi dell'arte e della cultura contemporanee, in modo particolare con Milano dove si lega alla Galleria delle Ore di Fumagalli. Preziosa è la sua presenza intellettuale negli anni sessanta non solo per la ricerca e per i progetti creativi, ma anche per la sua visione politica che lo porta a comprendere il fenomeno della contestazione giovanile della quale diviene un interlocutore critico. Come scrive Enrico Crispolti, "la provocazione di comportamento che Trafeli viene a suggerire nelle sue sculture recenti (quelle degli anni sessanta, nda) è dunque di ordine critico e problematico. In questo senso egli intende un dovere di generazione, della sua generazione (quella affacciatasi appunto nel dopo guerra), come una risposta specifica nel dibattito attuale". Sovente lo scultore volterrano, proprio come Pietro Gobetti, parla di cultura politica. La sensibilità del creativo nei confronti dei problemi del suo tempo (Non in senso solo relativo) è sempre presente anche quando si parla implicitamente della condizione umana. Senza per questo esprimere quel concetto della morte dell'arte di cui parla Hegel.
Dal 1942 insegna all'istituto d'arte di Volterra.
Espone alla Galleria delle Ore di Fumagalli di Milano, la Galleria Schneider di Roma, la Galleria Antidogma di Torino alla Biennale d'Arte di Venezia,  alla Biennale di Scultura di Carrara e alla Quadriennale d’Arte di Roma.

### Teatro di Scultura

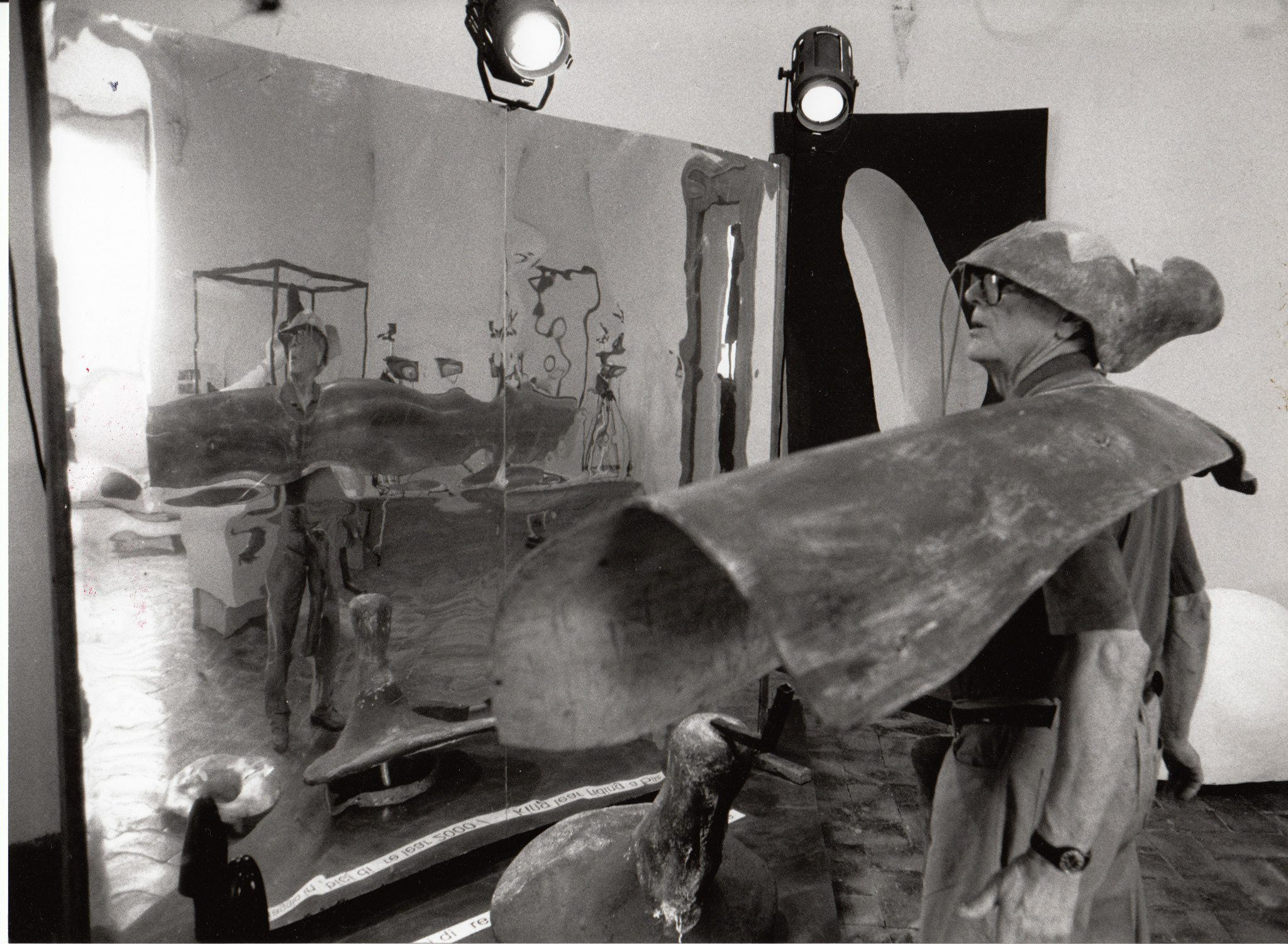
Teatro di scultura, Trafeli indossa le sue sculture.

Un interesse primario di Trafeli è lo studio del linguaggio e del rapporto tra l'idea, la forma e i materiali che, a partire dagli anni sessanta, si caratterizza in proposte teatrali: il teatro delle "sculture agibili" dove lo scultore/attore diviene il servitore di scena. Trasferisce l'esperienza su sculture inserite in spazi con caratteristiche teatrali per mettere lo "spettatore" al centro dello spazio, per ottenere coinvolgimenti emotivi. La caratteristica degli "spazi scenici", pubblici, privati e urbani, riesce a coinvolgere singoli e moltitudine. La musica non è "scenografia dello stimolo", ma è usata a partitura costruita che, a partire dagli anni settanta, l'artista usa nei video. L'ironia diventa uno dei caratteri fondamentali del suo lavoro: il gioco (caustico, allusivo, come dialettica e contrari, prestidigitazione, comicità) sugli oggetti referenti, sulle opere, musica, scultura e pittura, per ridurle alla loro cifra algebrica e per riappropriarsi del loro "sublime".

## Esperienze collettive

### Volterra '73

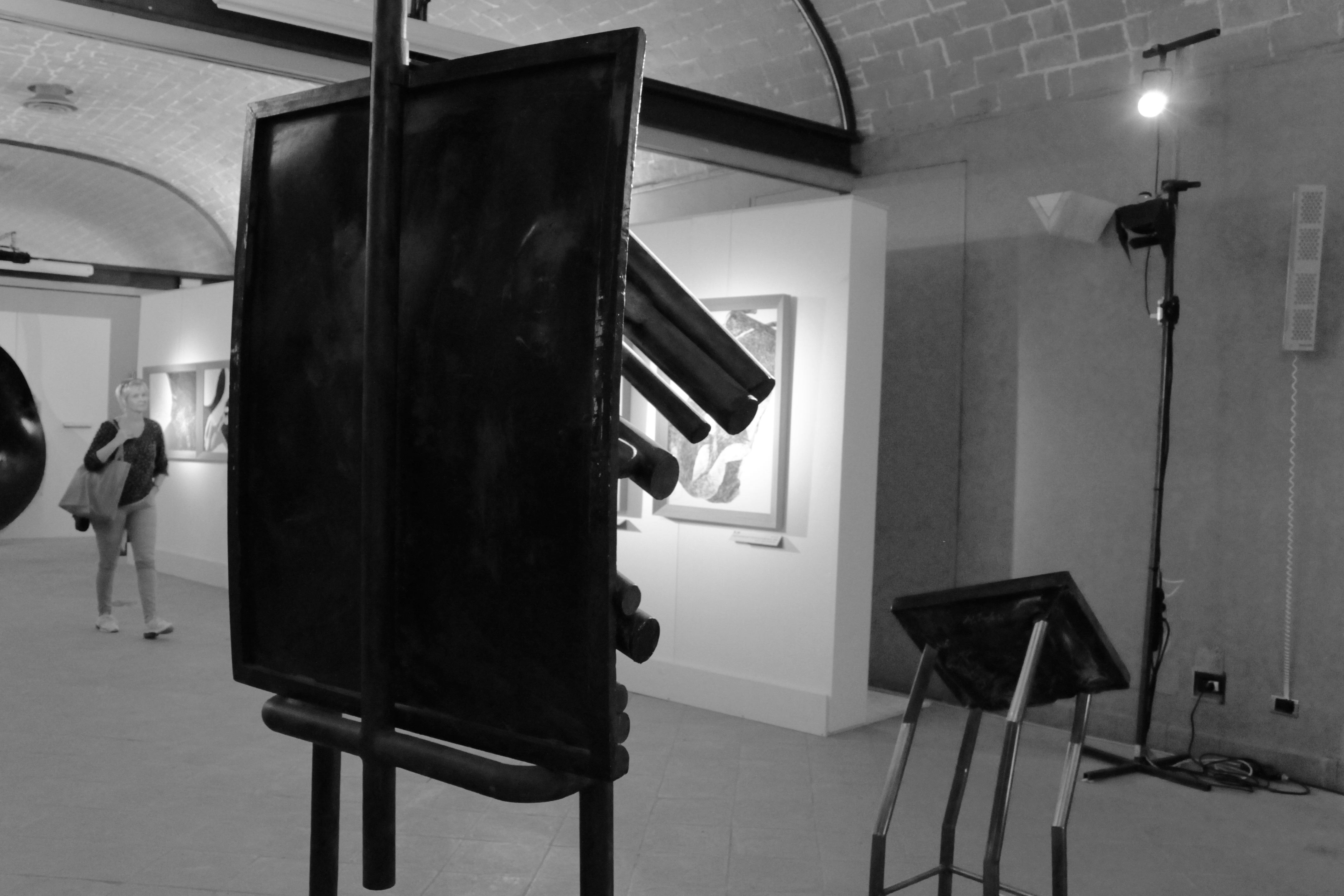
Sculture del Trafeli nella mostra Volterra'73.15

Fu uno dei promotori assieme a Crispolti della manifestazione Volterra '73 che non fu una fantasiosa marcia di artisti sulla periferia (né in senso "colonialista", né in quello meno pericoloso di un riscoperto ruolo illuministico della cultura), ma che rappresentò l'incontro della creatività con le città e le sue storie. Volterra '73 si delineò come "una sorta di gioco collettivo" dove ciascun artista fu chiamato a progettare, incontrandosi con la città e dialogando con essa. Fu occasione di un incontro tra gli artisti e una città antica e austera come Volterra, un dialogo tra presente e antico. Ma l'intervento coinvolse anche gli stessi cittadini che, per forza di cose, si insinuarono in questo dialogo e che, più concretamente, entrarono in contatto con tutte le installazioni che vivevano la città.
Nel 2015 nella città è stata organizzata da Crispolti una mostra, Volterra '73.15 MEMORIA E PROSPEZIONE, che propone riflessioni e documenti sull'eredità lasciata dal precedente intervento.

### Cantiere Trafeli
Nel 2006 a Pontedera, Ponsacco e Lajatico si è tenuto il Cantiere Trafeli. Il laboratorio è raccontato nel documentario Ascolta la luna, di Gianluca Paoletti, che è anche un attento ritratto dell'artista Trafeli.

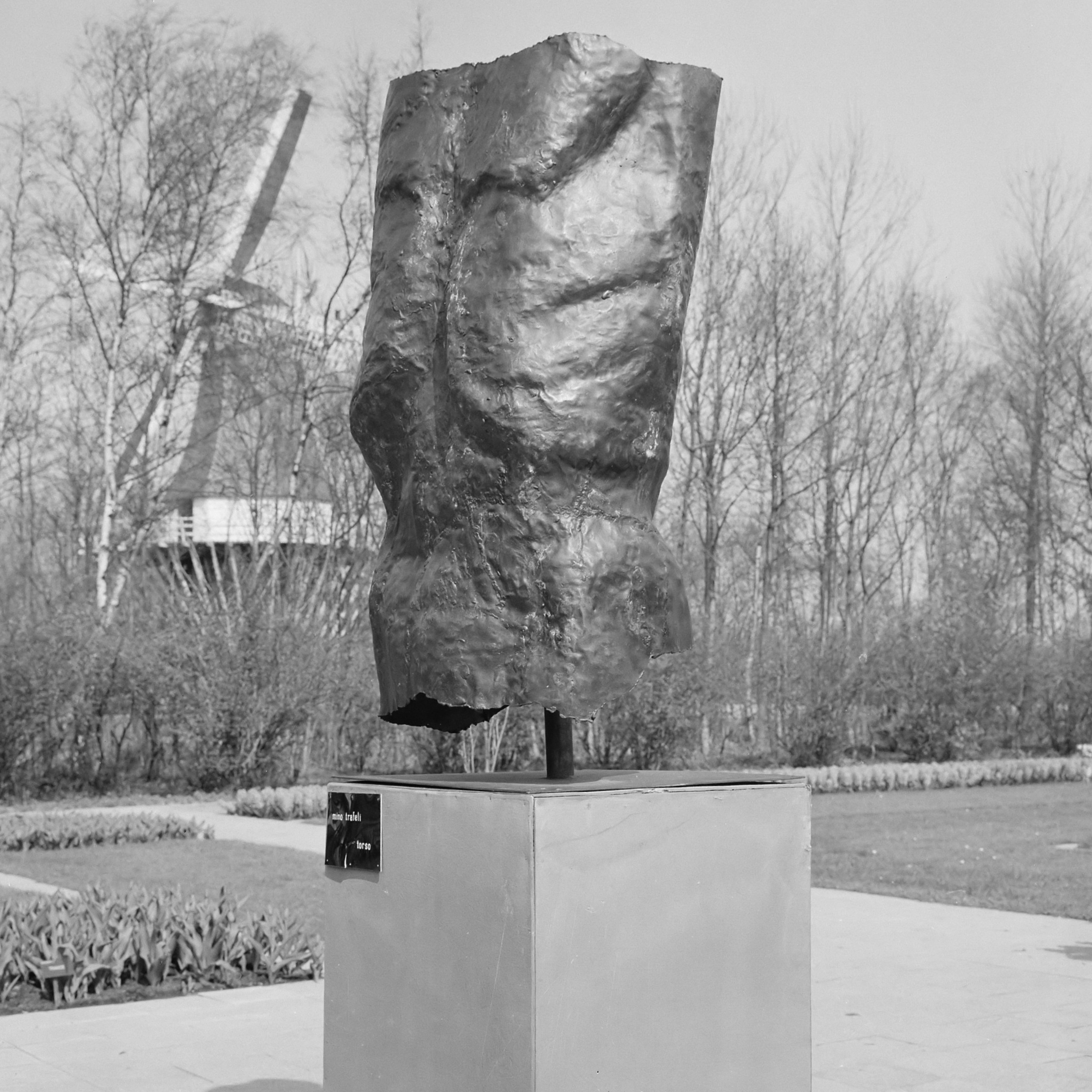
Torso (1964)

## Incontri

### NOF4
Nel 1980 Trafeli viene incaricato di allestire un ambiente per far conoscere la legge 180 che superava la condizione repressiva dei manicomi. È questo un periodo in cui in tutta l'Italia, e anche nell'Ospedale Psichiatrico di Volterra, le nuove teorie di Basaglia si scontrano con i metodi repressivi vigenti nelle "case dei folli". Un luogo provocatorio, questo, che l'artista inventa e che nasce da un lungo lavoro di indagine e di ricerca nelle vecchie strutture manicomiali. È in questa fase di verifica delle fonti che Trafeli scopre (nel manicomio di Volterra), il graffito che un internato, Oreste Fernando Nannetti, noto con lo pseudonimo di NOF4, aveva inciso disegnando e scrivendo sul muro del reparto "Ferri" la sua "cosmogonia interiore". Questo monumentale "libro della vita" diviene un volume intitolato NOF 4. L'incontro con questo graffito consolida alcune delle interessanti ipotesi della riflessione trafeliana sullo spazio, sul tempo, sulla dimensione chiusa: si vedano la collocazione delle sculture in "recinti", in prigionie geometriche. Nel lavoro artistico di Trafeli è possibile individuare una serie di concetti attraversanti la condizione esistenziale dell'uomo moderno, la solitudine, la separatezza. Lo spazio chiuso è, come osserva Crispolti, "una barriera che figura l'impedimento alla libertà dell'uomo". Lo studio dei significati artistici, la tendenza alla ricerca concettuale sui maestri per affinità lo spingono a individuare punti di riferimento e a sviluppare una metodologia critica e un grande amore per i procedimenti e le molteplici possibilità del linguaggio. Nella sua ricerca l'artista usa riferimenti alla musica e al teatro.

## Esposizioni e Pubblicazioni

### Esposizioni Personali
- 2003 - Terra Fabbrica Terra, Museo Piaggio Giovanni Alberto Agnelli, Pontedera.
- 1995 - Museo Laboratorio d'Arte Contemporanea, Università La Sapienza, Roma.
- 1987 - Chocolat, Galleria Inquadrature, Firenze.
- 1975 - Provocazione dell'oggetto, Museo Civico, Penne A come Arte come Amore come Africa come Addio Rimbaud, Galleria Corsini, Intra.
- 1974 - Con impossibilità, Galleria Antidogma, Torino.
- 1973 - Galleria Schneider, Roma.
- 1966 - Galleria Delle Ore, Milano.
- 1963 - Galleria Delle Ore, Milano - Galleria L'Indiano, Firenze.
- 1961 - A.C.A Gallery, New York - Galleria Delle Ore, Milano.
- 1959 - Galleria Delle Ore, Milano.
- 1957 - XIV Esposizione Nazionale Quadriennale d'Arte, Galleria Nazionale d'Arte Moderna, Roma.

### Esposizioni Collettive
- 2005 - XIV Esposizione Nazionale Quadriennale d'Arte, Galleria Nazionale d'Arte Moderna, Roma
- 1998 - IX Biennale Internazionale di Scultura, Carrara
- 1996 - Ascoltare l'Immagine, Palazzo Mediceo, Seravezza
- 1995 - XLVI Esposizione Internazionale d'Arte Biennale di Venezia, Venezia
- 1994 - VI Biennale d'Arte Sacra, Fondazione Stauròs, San Gabriele
- 1991 - Etica all'Arte, Palazzo dei Consoli, Gubbio
- 1989 - Declinazioni: Perez, Trafeli, Trubbiani, Palazzo Marini, Rosignano Marittimo
- 1978 - L'oggetto: interpretazioni a confronto, Lodi
- 1975 - Committed figurative Arts, Sloveno Gradec Art Museum, Slovenj Gradec (SL)
- 1973 - Volterra'73, Volterra - XI Esposizione Nazionale Quadriennale d'Arte, Palazzo dei Congressi, Roma
- 1972 - XXVII Biennale di Milano, Palazzo della Permanente, Milano
- 1969 - VI Biennale Internazionale di Scultura, Carrara
- 1965 - IX Esposizione Nazionale Quadriennale d'Arte, Palazzo delle Esposizioni, Roma - IV Biennale Internazionale di Scultura, Carrara
- 1964 - Mostra di Scultura all'aperto, Keukenhof Para, Lisse (NL) - XXXIII Esposizione Internazionale d'Arte Biennale di Venezia, Venezia
- 1963 - Biennale Internazionale di San Paolo, San Paolo (BR)
- 1961 - III Biennale Internazionale del Bronzetto, Padova - Contemporary Italian Sculptures, Tokyo
- 1959 - VIII Esposizione Nazionale Quadriennale d'Arte, Palazzo delle Esposizioni, Roma - III Biennale d'Arte del Mediterraneo, Alessandria D'Egitto - XI Triennale di Milano, Milano
- 1957 - IV Biennale Internazionale del Bronzetto, Padova - Biennale Internazionale di Scultura, Carrara
- 1955 - Esposizione Nazionale Quadriennale d'Arte, Palazzo delle Esposizioni, Roma

### Monografie
- Franco Russoli, Trafeli, Edizioni Galleria delle Ore, Milano, 1964
- Enrico Crispolti, mino trafeli sculture 1968-1973, Beniamino Carducci editore, Roma, 1973
- Marco Tonelli, Mino Trafeli: ambiguità del tempo, ed. Sillabe, Livorno, 2000
- Marco Tonelli, Mino Trafeli squilibri, ed. regione Toscana, 2006
- Marco Tonelli, La scultura di Mino Trafeli ragionata da Marco Tonelli, Pacini Edizioni, Pisa, 2012